# Universidad de Dalarna
La Universidad de Dalarna (Högskolan Dalarna en sueco) es una universidad pública sueca. Se encuentra en las ciudades de Borlänge y Falun, en el Dalecarlia, Suecia.
Fue fundada en 1977 y cuenta con unos 12.000 estudiantes, la mitad de ellos, aproximadamente, en la ciudad de Falun, y el resto en Borlänge y en estudio a distancia.
Ofrece estudios de economía, lenguas extranjeras y humanidades, enfermería, ingenierías técnicas, sicología, pedagogía y química, entre otras muchas especialidades. También se imparten estudios de Máster de lengua inglesa, literatura comparada, ingeniería electrónica e informática. Asimismo, ofrece multitud de programas y cursos a distancia a través de su Campus Virtual Fronter.